# Siejkowo
Siejkowo (niem. Justusberg) – osada mazurska w Polsce położona w województwie warmińsko-mazurskim, w powiecie giżyckim, w gminie Ryn w pobliżu drogi wojewódzkiej nr 642.
W latach 1975–1998 miejscowość należała administracyjnie do województwa suwalskiego.

## Historia
Miejscowość Siejkowo powstała w 1815 roku poprzez wydzielenie majątku ziemskiego o powierzchni 7 włók ze wsi Rybical.